# Кривчонков, Александр Николаевич
Александр Николаевич Кривчонков (род. 20 января 1983, Брянск) — российский легкоатлет, специалист по бегу на средние дистанции и кроссу. Выступал за сборную России по лёгкой атлетике в 2000-х годах, многократный победитель и призёр первенств национального значения, участник летних Олимпийских игр в Афинах. Представлял Москву и Брянскую область. Мастер спорта России международного класса.

## Биография
Александр Кривчонков родился 20 января 1983 года в Брянске.
Занимался лёгкой атлетикой в Брянске под руководством тренера Александра Алексеевича Кузнецова, выступал за спортивный клуб «Луч», Профсоюзы, «Динамо», УВД по Брянской области, окончил Брянское училище олимпийского резерва. В 2005 году окончил Брянский государственный университет, где обучался на факультете физической культуры.
Впервые заявил о себе на международном уровне в сезоне 2002 года, когда вошёл в состав российской национальной сборной и выступил в дисциплине 1500 метров на юниорском мировом первенстве в Кингстоне.
В 2003 году выиграл серебряную медаль в беге на 800 метров на зимнем чемпионате России в Москве, финишировал девятым в программе бега на 1500 метров на молодёжном европейском первенстве в Быдгоще.
На чемпионате России 2004 года в Туле превзошёл всех соперников на дистанции 1500 метров — тем самым удостоился права защищать честь страны на летних Олимпийских играх в Афинах. На Играх с результатом 3:41,37 не смог преодолеть предварительный квалификационный этап.
После афинской Олимпиады Кривчонков остался действующим спортсменом и продолжил принимать участие в крупнейших легкоатлетических турнирах. Так, в 2006 году в беге на 1500 метров он стал серебряным призёром на зимнем чемпионате России в Москве, выступил на чемпионате мира в помещении в Москве, стал третьим в личном зачёте на Кубке Европы в Малаге, победил на летнем чемпионате России в Туле, отметился выступлением на чемпионате Европы в Гётеборге.
В 2007 году стал чемпионом России по кроссу, добавил в послужной список серебряную награду, полученную в дисциплине 1500 метров на чемпионате Европы в Туле.
В 2008 году взял бронзу на зимнем чемпионате России в Москве, выиграл Рождественский кубок и Moscow Open.
В 2009 году вновь выиграл весенний чемпионат России по кроссу в Жуковском, закрыл десятку сильнейших в личном зачёте бега на 1500 метров на командном чемпионате Европы в Лейрии, участвовал в предварительных забегах на 800 метров летней Универсиады в Белграде.
В 2011 году в очередной раз выиграл кроссовый чемпионат России в Жуковском, а в 2012 году был третьим.
За выдающиеся спортивные достижения удостоен почётного звания «Мастер спорта России международного класса».